# Pachinko
Pachinko (パチンコ em japonês) é um entretenimento e jogo de azar praticado em máquinas que se assemelham a um cruzamento entre pinball e slot machine.

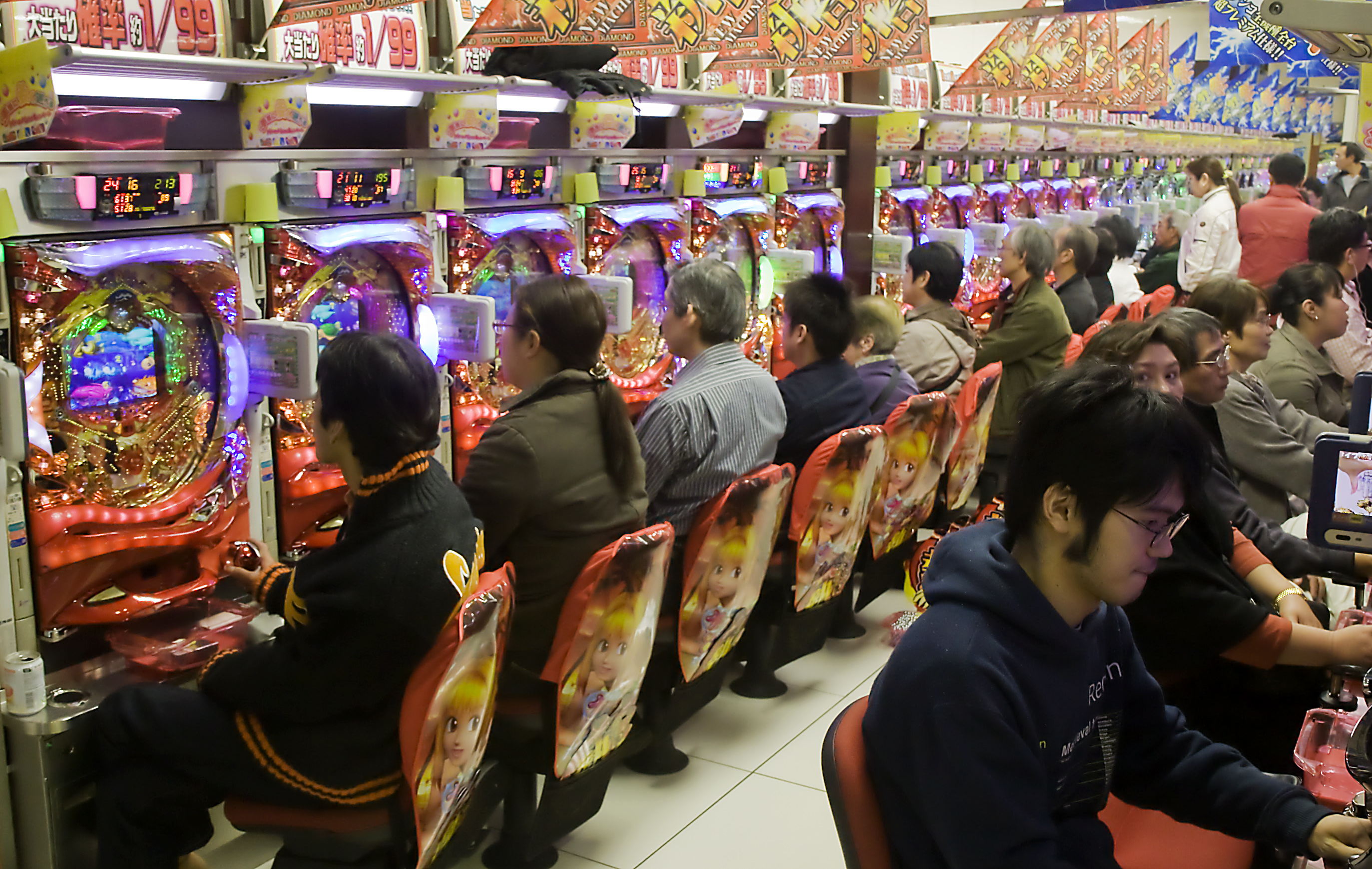
Pessoas jogando pachinko

## História
As máquinas de pachinko foram construídas pela primeira vez na década de 1920 como um brinquedo de criança chamado "Corinth game" (コリントゲーム, korinto gēmu), baseado em um jogo americano chamado de "Corinthian bagatelle". Ele surgiu como um passatempo de adultos em Nagóia por volta de 1930 e se espalhou a partir de lá. Todos os estabelecimentos de pachinko foram fechados durante a Segunda Guerra Mundial mas ressurgiram no final da década de 1940. O pachinko permanece popular desde então; o primeiro estabelecimento abriu em Nagóia em 1948. Como foi uma ilha fortemente influenciada pelo Japão durante sua ocupação, Taiwan possui muitos estabelecimentos de pachinko. 
Até a década de 1980, as máquinas de pachinko eram aparelhos mecânicos que usavam sinos para indicar os diferentes estados da máquina. A eletricidade era usada somente para piscar luzes e para indicar problemas, tais como a falta de bolas. As bolas eram lançadas usando uma palheta e sua velocidade era controlada ao puxar a palheta para baixo em diferentes níveis. Os fabricantes do período incluem Nishijin e Sankyo. A maioria dessas máquinas disponíveis em sites de leilões online atualmente datam da década de 1970. Após aquela época, as máquinas de pachinko passaram a incorporar mais características eletrônicas, assim exigindo eletricidade para sua operação. Hoje o jogo pode ser jogado via Internet na forma de máquinas caça-níqueis. As regras podem variar, mas são semelhantes ao jogo original: os jogadores precisam escolher entre 1 e 4 cartas com números 5x5. Os números são desenhados com bolas que no final da tela. Existem várias combinações vencedoras, por exemplo, criando uma ou mais linhas em um cartão, ou preenchendo os quatro cantos, ou preenchendo uma cruz ou um X.

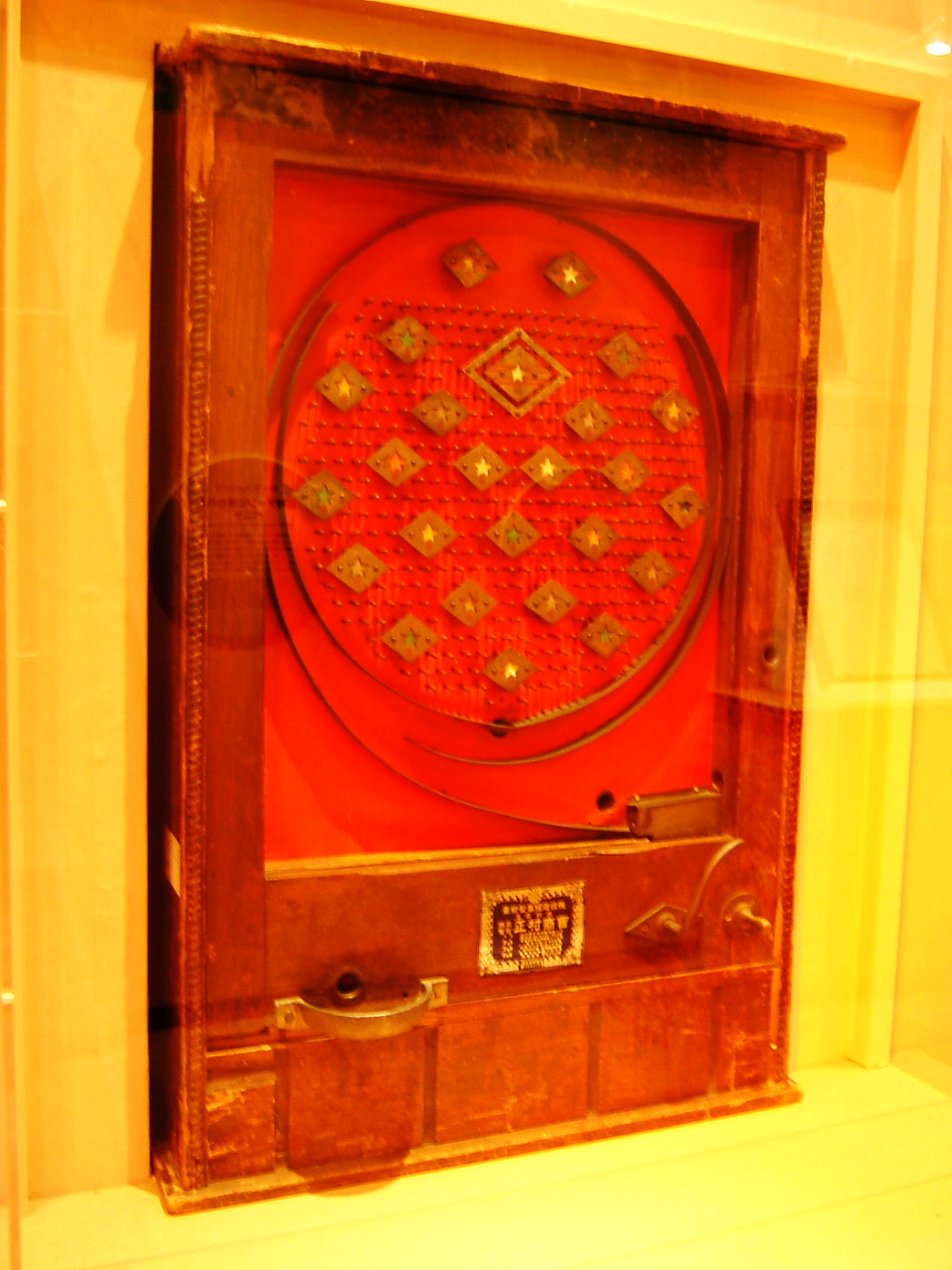
Máquina de pachinko pré-guerra.
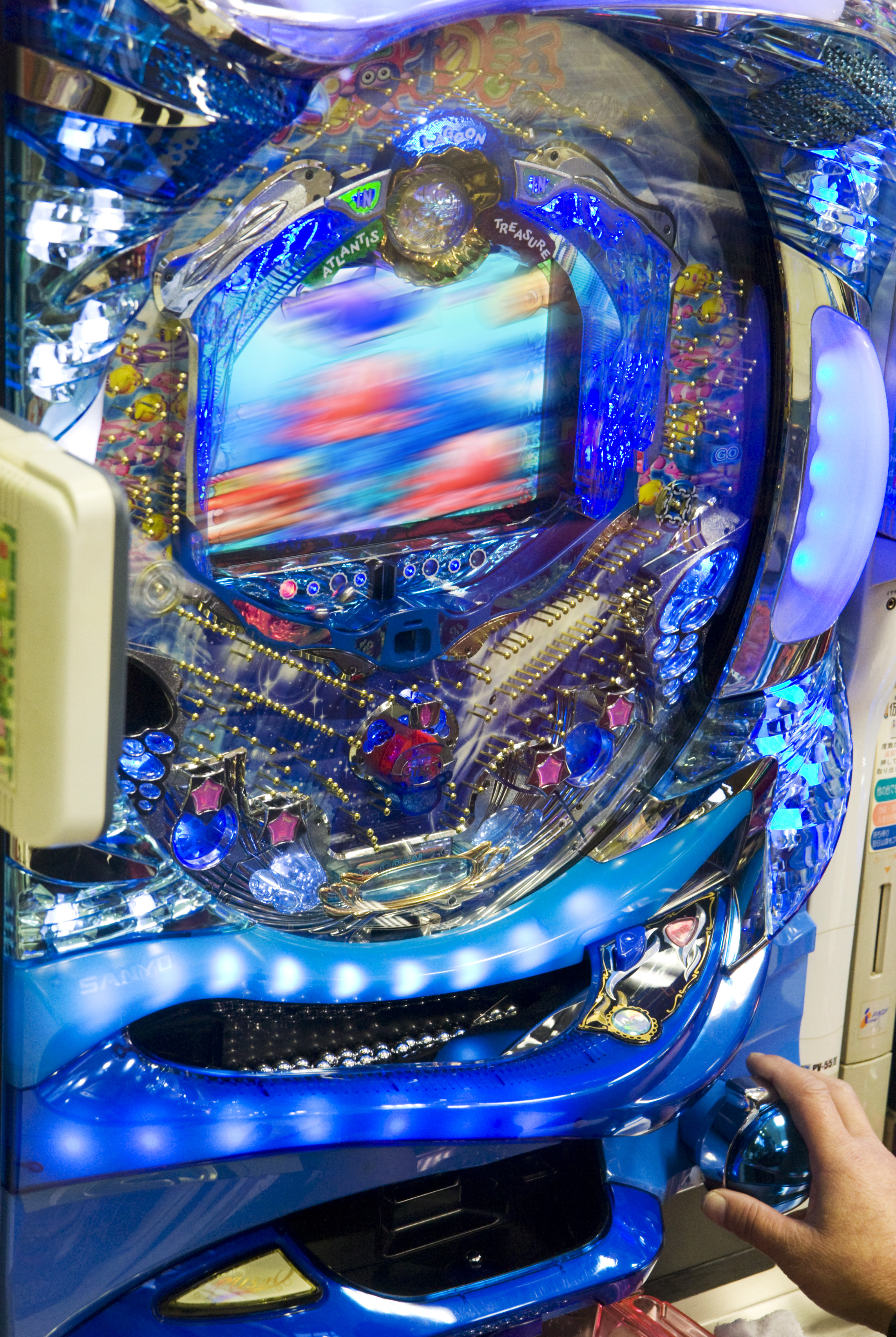
Uma máquina de pachinko moderna e eletrônica em um estabelecimento de Tóquio.

### Propriedades
A maior parte das lojas de pachinko no Japão pertencem a coreanos; de acordo com o jornal sul-coreano JoongAng Ilbo, 90% das 16 000 – 17 000 lojas de pachinko no Japão pertencem a eles. As propriedades japonesas eram maioria no começo, no entanto, para reduzir o jogo patológico, em 1954 as máquinas de pachinko automáticas foram banidas, levando a maioria dos fabricantes japoneses deixarem o mercado para os coreanos, uma grande proporção que se mantém até hoje.

## Mecanismo

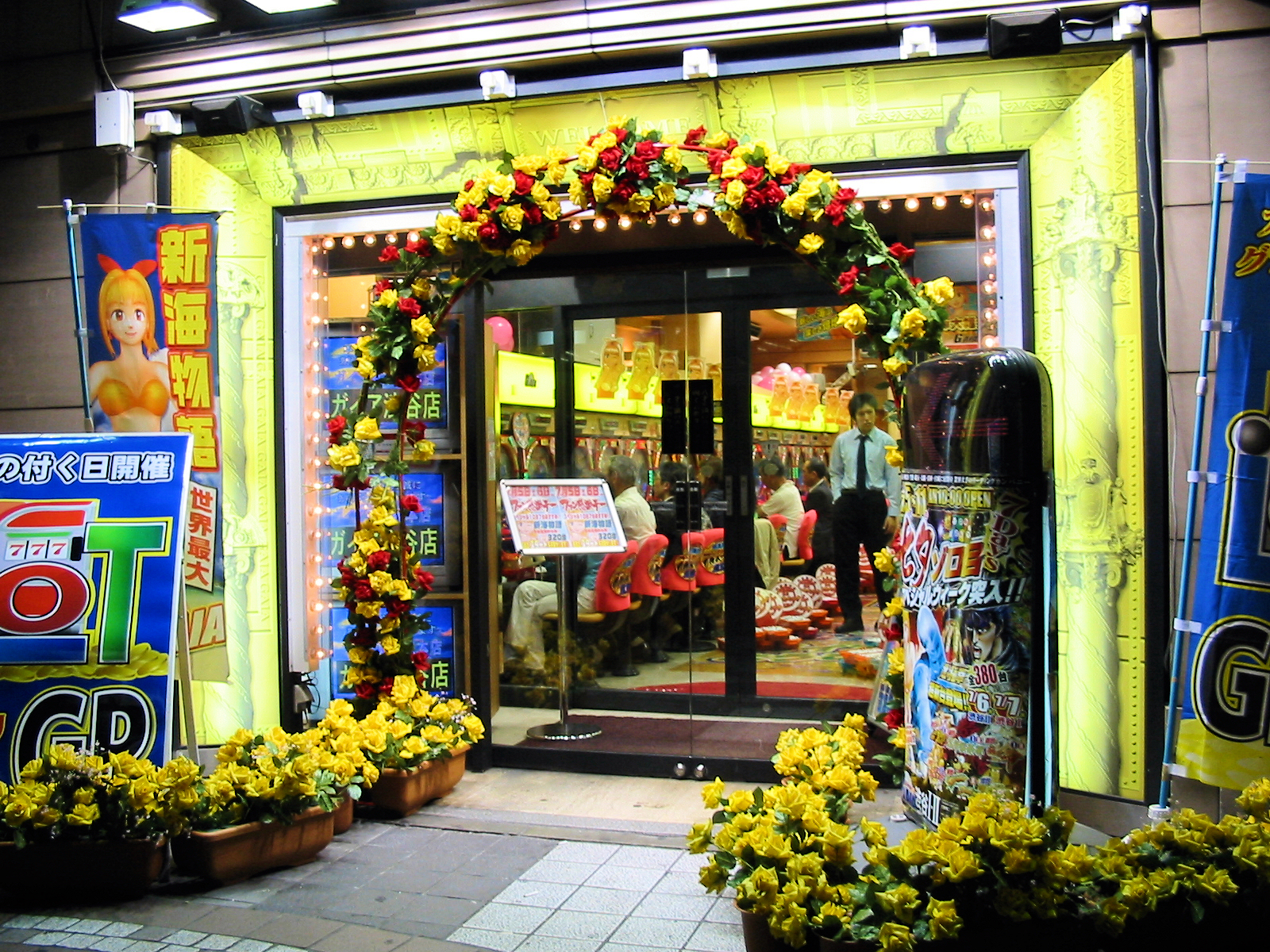
Entrada de uma loja de pachinko em Shibuya, Tóquio, Japão

Para jogar pachinko, os jogadores obtêm bolas de metal ao inserir dinheiro ou cartões diretamente na máquina que eles desejam usar. Essas bolas são então atiradas, dentro da máquina, de uma bandeja de bolas com o propósito de tentar ganhar mais bolas. Há uma slot machine digital em uma grande tela no centro do sistema e o objetivo desta parte é obter três números ou símbolos em uma fileira para ganhar um jackpot.
Máquinas de pachinko mais velhas tinham uma alavanca com mola para atirar as bolas individualmente, mas as mais novas usam um botão redondo que controla a força de um pistão elétrico que atira as bolas para a área de jogo. Quando atiradas, as bolas caem por meio de diversos pinos, sendo que algumas delas caíram no buraco central e iniciarão a slot machine na tela central. Toda bola que ir para o buraco central resulta em um giro na slot machine, mas há um limite no número de giros ao mesmo tempo devido à possibilidade de algumas bolas passarem pelo buraco enquanto um giro estiver acontecendo. Cada giro paga um número pequeno de bolas, mas o objetivo é atingir o jackpot. O programa da slot machine digital decide o resultado do giro quando as bolas caem no buraco central, não quando a animação na tela central está acontecendo.

### Modo de recompensa
Se os primeiros dois números ou letras do giro forem iguais, o programa digital irá mostrar muitas animações antes da terceira colunar parar de girar, para dar ao jogador mais emoção. Isto é chamado de reach (ou reachi) e às vezes longas animações, chamadas de super reaches, acontecem.  As máquinas de pachinko oferecem diferentes probabilidades ao acertar o jackpot; se o jogador conseguir obter um jackpot, a máquina entrará no modo de recompensa.
O modo de recompensas dura por um número de rodadas. Durante cada rodada, em meio a animações e vídeos aparecendo na tela central, um buraco de grandes recompensas abre na parte inferior da máquina e o jogador deve tentar atirar bolas nele. Cada bola que entra no buraco com sucesso resulta em um grande número de bolas sendo jogadas em uma bandeja separada embaixo da máquina, que pode ser colocada em um balde de bolas.

### Modos secretos, dicas e vitórias instantâneas
Para melhorar a jogabilidade, máquinas modernas têm alguns aspectos integrados que não são possíveis nas máquinas antigas. Uma característica normalmente utilizada é a habilidade de mudar entre diferentes modos de jogos, incluindo modos raros e secretos que podem diferir significantemente do modo normal. Dois exemplos podem ser vistos nas máquinas de pachinko da série Evangelion, que incluem os modos de missão e berseker, que vão desde ter pouco efeito na vitória até ter uma vitória quase garantida.
Os videos que aparecem e os padrões de luzes também podem dar aos jogadores uma ideia geral de quais são as probabilidades de ganhar. Por exemplo, um super reach pode fazer uma pequena diferença em sua animação ou mostrar uma animação introdutória ou figura. Isto adiciona emoção ao jogo, visto que dadas máquinas terão alguns padrões comuns ou animações que podem acontecer, com algumas tendo muito mais significância que outras em termos de probabilidades de ganhar em uma dada rodada. Algumas máquinas até permitem vitórias instantâneas ou segunda chance de vitória, na qual um giro que parece ter sido perdido ou ter pouca chance de ganhar baseado nas dicas mostradas irá premiar o jogador com três números iguais e entrar no modo de recompensa sem necessariamente deixar os números iguais durante o reach ou giro.

### Sistemas pós-recompensa
Depois que o modo de recompense acabar, a máquina de pachinko pode fazer uma de duas coisas. A maior parte das máquinas de pachinko emprega o sistema kakuhen, no qual uma porcentagem dos jackpots possíveis no slot machine digital resultam em probabilidades de acertar o próximo jackpot multiplicado por um grande valor, seguido por outro giro, independente do resultado. A probabilidade de um  kakuhen ocorrer é determinada por um gerador de números aleatórios. Portanto, sob este sistema, é possível para um jogador obter uma sequência de jackpots consecutivos após o primeiro verdadeiramente obtido. Isto normalmente é chamado de fever mode. Outro tipo de sistema kakuhen é o ST kakuhen. Com essas máquinas, todo jackpot ganho resulta em um kakuhen, mas para obter uma recompensa além do primeiro jackpot, o jogador precisa acertar um certo conjunto de giros com um dado número de giros.
Quando um jackpot não resulta em uma combinação kakuhen, a máquina de pachinko entrará no modo jitan, com um número muito maior de giros que o do kakuhen.  Com as probabilidades de recompensa originais, o buraco central alarga-se para deixar as bolas caírem mais fácil nele; este sistema também está presente no kakuhen. Para compensar o aumento no número de giros, o slot machine digital produz o resultado final de cada giro mais rapidamente. As máquinas ST não oferecem este modo; após seu término, a máquina gira como se fosse em um kakuhen. Uma vez que mais nenhum jackpot é obtido, a máquina volta para sua configuração original.

## Prêmios

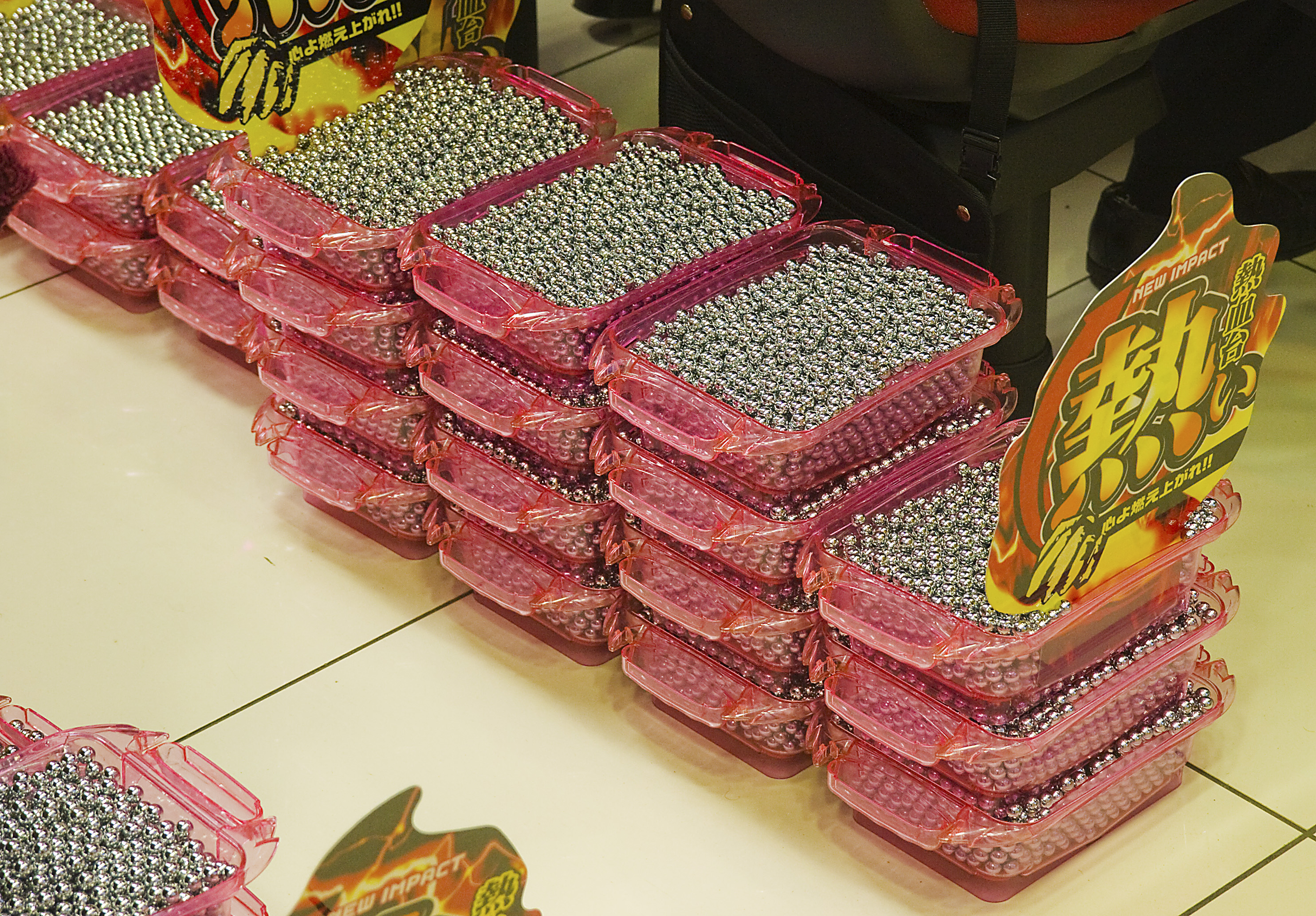
Bolas de pachinko

As vitórias resultam em bolas adicionais, que os jogadores podem usar para continuar jogando ou trocar por prêmios. Quando os jogares desejam trocar suas bolas, eles devem chamar um funcionário do estabelecimento ao usar um botão de chamada localizado no topo de seu jogo. O funcionário então carregará as bolas do jogador para um contador automático para ver quantas bolas ele possui. Após registrar o número de bolas que ele ganhou e o número de máquinas que ele usou, o funcionário dá ao jogador um cupom ou cartão com o número de bolas registrado nele. O jogador então o leva ao centro de troca da loja para obter seus prêmios. Entre os prêmios disponíveis, haverá invariavelmente um item conhecido como o "prêmio especial" (geralmente um pequeno pedaço de ouro ou item que é novidade revestido de plástico) que pode ser vendido por dinheiro em um estabelecimento fora do pachinko na vizinhança da loja. Os prêmios especiais são dados ao jogador em quantias correspondentes ao número de bolas ganhas. Por exemplo, um prêmio especial no valor de ¥1500 fora do estabelecimento pode ser oferecido ao cliente por 400 bolas ganhas, assumindo que cada bola custa originalmente 4 ienes. A grande maioria dos jogadores opta pelo número máximo de prêmios especiais oferecidos pelo seu total de bolas, selecionado outros prêmios apenas quando eles têm um total remanescente muito pequeno para receber um prêmio especial.
Além dos prêmios especiais, os prêmios podem ser tão simples como canetas ou isqueiros, como maiores como eletrônicos, bicicletas dentre outros itens. Sob a lei japonesa, o dinheiro não pode ser pago diretamente pelas bolas de pachinko, mas geralmente há um pequeno estabelecimento perto, separado do local dos jogos, mas às vezes em uma unidade separada como parte do mesmo prédio, onde os jogadores podem "vender" os prêmios especiais por dinheiro. Isto é tolerado pela polícia porque os estabelecimentos de pachinko que pagam com bens ou prêmios especiais são formalmente independentes das lojas que compram de volta os prêmios especiais. Algumas lojas de pachinko podem até dar cupons para compras em um supermercado perto. A yakuza (crime organizado) antigamente esteve envolvida com a troca de prêmios, mas uma grande ação da polícia, começando na década de 1960 e intensificando na década de 1990 acabou quase que completamente com sua influência. Em Tóquio, a troca de prêmios especiais é administrada exclusivamente pela empresa Tokyo Union Circulation (conhecida como TUC), que vende aos estabelecimentos de pachinko pedaços de ouro em pacotes plásticos, que depois são recomprados dos clientes vencedores em suas janelas "TUC Shop"  convenientemente localizadas perto dos pachinkos.

## Pachinko recreativo
Muitos fliperamas no Japão apresentam modelos de pachinko de épocas diferentes. Eles oferecem mais tempo de jogo por um certo montante de dinheiro gasto e trocam as bolas por fichas de jogo, que podem ser somente usadas para jogar outros jogos no estabelecimento. Como muitos desses fliperamas proibem cigarros e o jogo de azar não existe, eles são populares para jogadores casuais, crianças e aqueles que desejam jogar em uma atmosfera relaxante. Jogadores parcimoniosos podem gastar algumas bolas em modelos recém-lançados nesses estabelecimentos para obter uma sensação de como a máquina funciona antes de ir para um pachinko real. As mesmas máquinas podem ser encontradas em muitas lojas, com a diferença de que eles pagam em cápsulas contendo um cupom de prêmio ou créditos na loja.

## Regulação

### Cigarros
Os cigarros são permitidos nos pachinkos, embora há discussões no Japão para estender a proibição de fumar para os estabelecimentos de pachinko.

### Crime

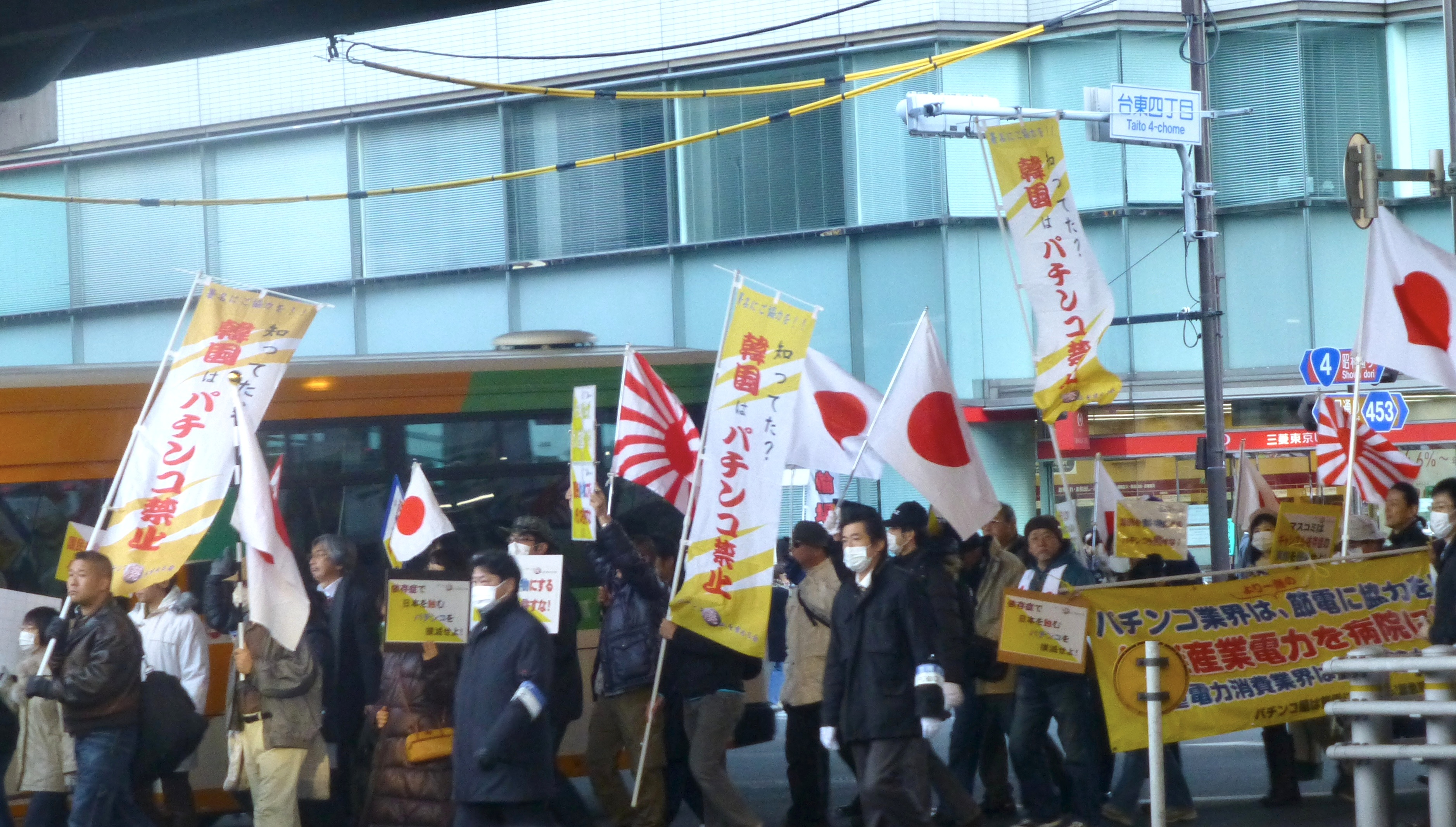
Um ato antipachinko em Tóquio, Japão (2013)

O jogo de azar é ilegal no Japão, mas o pachinko é considerado uma exceção e tratado como uma atividade de lazer. Embora dar diretamente prêmios em dinheiro no pachinko seja ilegal, é possível para os pachinkos recompensar os jogadores com fichas de ouro que podem ser vendidas por dinheiro em centros de troca próximos. Com o público crescente e a pressão política em anos recentes, desde a aprovação da lei anti-jogo no Japão na década de 1990, a polícia está mais ativa na regulação dos estabelecimentos. Oficiais aposentados muitas vezes trabalham na indústria de estabelecimentos de pachinko. Críticos apontam que apesar disto ser um efeito contra o envolvimento do crime organizado, este fato também significa que esses operadores estão em forte posição para influenciar policiais atualmente na ativa a seu favor. 
A polícia tolera o nível de jogo de azar nos estabelecimentos de pachinko. Por exemplo, em maio de 2005, um estabelecimento em particular em Kanagawa relatou para a polícia local que alguém falsificou suas fichas e fugiu com o equivalente a US$ 60 000 em dinheiro ao trocá-las em centro de trocas próximo. Mesmo esta informação provando que este estabelecimento estava ilegalmente operando um centro de trocas, que por lei deve ser independente do pachinko, a polícia não fechou os estabelecimentos, mas apenas trabalhou para rastrear o ladrão em questão.

### Desenhos nas bolas
É proibido retirar as bolas de pachinko do estabelecimento para serem usadas em outro lugar. Para impedir isto, muitas lojas possuem um desenho ou nome gravados em cada bola vendida, para que alguém possa ser identificado se estiver carregando uma caixa de bolas vindo de fora. Isto levou algumas pessoas a iniciarem coleções de bolas de pachinko com vários desenhos.